# NK Marinci
Nogometni klub Marinci hrvatski je nogometni klub iz Marinaca.
U sezoni 2024./25. natječe se u 2. ŽNL Vukovarsko-srijemskoj NS Vinkovci.

## Povijest
NK Marinci su osnovani 1928. godine. Do 1991. godine klub je nosio ime NK Jedinstvo Marinci.
2000. godine klub se reaktivira pod današnjim imenom NK Marinci. U prvoj sezoni u 3. ŽNL Vukovarsko-srijemskoj osvaja prvo mjesto u grupi i u playoff-u za ukupnog prvaka 3. ŽNL (i plasman u viši rang) pobjeđuje Sremca iz Markušice. Do sezone 2007./08. se s manjim uspjehom natječe u 2. ŽNL Vukovarsko-srijemskoj, kada ispada u 3. ŽNL. U sezoni 2010./11. osvaja prvo mjesto, ali se u 2. ŽNL zadržava samo jednu sezonu (2011./12.), te od tada opet nastupa u 3. ŽNL. Nakon sezone 2015./16., klub se prestaje natjecati.

### Plasmani kluba kroz povijest
| Sezona    | Liga                                    | Plasman                                                    |
| --------- | --------------------------------------- | ---------------------------------------------------------- |
| 2000./01. | 3. ŽNL Vukovarsko-srijemska Grupa B     | 1. mjesto u grupi Pobjeda u finalu, odnosno osvajanje lige |
| 2001./02. | 2. ŽNL Vukovarsko-srijemska Grupa A     | 12. mjesto                                                 |
| 2002./03. | 2. ŽNL Vukovarsko-srijemska Grupa A     | 14. mjesto                                                 |
| 2003./04. | 2. ŽNL Vukovarsko-srijemska Grupa A     | 14. mjesto                                                 |
| 2004./05. | 2. ŽNL Vukovarsko-srijemska Grupa A     | 15. mjesto                                                 |
| 2005./06. | 2. ŽNL Vukovarsko-srijemska Grupa A     | 12. mjesto                                                 |
| 2006./07. | 2. ŽNL Vukovarsko-srijemska NS Vinkovci | 11. mjesto                                                 |
| 2007./08. | 2. ŽNL Vukovarsko-srijemska NS Vinkovci | 12. mjesto                                                 |
| 2008./09. | 3. ŽNL Vukovarsko-srijemska NS Vinkovci | 11. mjesto                                                 |
| 2009./10. | 3. ŽNL Vukovarsko-srijemska NS Vinkovci | 8. mjesto                                                  |
| 2010./11. | 3. ŽNL Vukovarsko-srijemska NS Vinkovci | 1. mjesto                                                  |
| 2011./12. | 2. ŽNL Vukovarsko-srijemska NS Vinkovci | 12. mjesto                                                 |
| 2012./13. | 3. ŽNL Vukovarsko-srijemska NS Vinkovci | 7. mjesto                                                  |
| 2013./14. | 3. ŽNL Vukovarsko-srijemska NS Vinkovci | 8. mjesto                                                  |
| 2014./15. | 3. ŽNL Vukovarsko-srijemska NS Vinkovci | 5. mjesto                                                  |
| 2015./16. | 3. ŽNL Vukovarsko-srijemska NS Vinkovci | 10. mjesto                                                 |

## Vanjske poveznice
- Profil, Facebook
- Profil, HNS Semafor